# Phénobarbital
Le phénobarbital est un médicament barbiturique utilisé pour contrôler les convulsions dans certains cas d'épilepsie.
Il fut historiquement utilisé pour le traitement des troubles du sommeil, ainsi que comme sédatif afin de soulager les symptômes d'anxiété ou de tension. Il agit en inhibant l'action de neurotransmetteurs excitants dans le système nerveux.
Sa première commercialisation sous les noms Gardénal ou Luminal remonte aux années 1910. Il a été l'un des barbituriques les plus répandus.

## Formule chimique
La formule chimique du phénobarbital est C12H12N2O3.

## Utilisation
Très largement prescrit dans les années 1930 et 40 pour traiter des maux divers comme l'épilepsie, il est encore largement prescrit dans le monde chez l'homme, le chien, le chat, les chevaux, les animaux de la ferme, etc.
En France, il n'est plus prescrit que comme traitement anticonvulsivant.
Le produit est répertorié sur la Liste II des substances vénéneuses et n'est disponible que sur ordonnance. Il est inscrit au tableau IV de la Convention sur les substances psychotropes de 1971 ce qui le décrit comme « substance ayant un potentiel d’abus et présentant un risque faible pour la santé publique mais une valeur thérapeutique faible à grande ». En Russie et anciennement en URSS, il est cependant disponible en vente libre et très répandu.
Le phénobarbital fait partie de la liste des médicaments essentiels de l'Organisation mondiale de la santé (liste mise à jour en avril 2013). Il est aussi utilisé pour traiter le syndrome de Gilbert, ainsi que la maladie de Crigler-Najjar de type II, où il induit une baisse du taux de bilirubine non conjuguée.

## Mécanisme et durée d'action
Contrairement à sa demi-vie d'élimination très longue, le phénobarbital n'agit de façon discernable que durant dix à douze heures. En effet, le facteur limitant de sa durée d'action est davantage sa propension à être dispersé à travers le corps, hors du système nerveux central. On estime son délai d'action à plus d'une heure.
Son canal d'action primaire est la modulation positive des récepteurs au GABA de type A. Comme les autres dérivés barbituriques, le phénobarbital potentialise l'action du GABA naturellement produit, tout en agissant aussi comme un agoniste direct de ses récepteurs,. Lorsqu'ils sont activés, ces derniers ont un effet inhibiteur sur la stimulation des neurones cibles. Plus spécifiquement l'utilisation d'un barbiturique ouvre davantage le canal ionique Cl− lorsque le GABA (ou un autre agoniste tel que l'alcool) se fixe à ses récepteurs. Cela permet au neurone cible d'absorber encore davantage de charge électriques négatives et réduit son potentiel de stimulation par courant électrique, lorsque des ions positifs tenteront de le charger positivement.
Le barbiturique agit également sur d'autres canaux de manière mineure : on note une action inhibitrice de la recapture de l'adénosine, ainsi qu'un antagonisme des récepteurs AMPA et une inhibition de la sécrétion de glutamate,.
Comparées aux barbituriques, les benzodiazépines qui les ont largement supplantés, ne sont que des modulateurs positifs de l'action du GABA naturellement produit. Aussi, ils augmentent la fréquence des ouvertures du canal ionique Cl− au lieu d'en augmenter l'amplitude. Ce sont ces diverses différences qui expliquent le caractère plus toxique du phénobarbital comparé à un composé plus moderne.

## Effets secondaires
Les effets indésirables du produit sont principalement une certaine somnolence, des troubles de la mémoire, des nausées et certaines réactions allergiques cutanées. Ils sont relativement rares, avec une incidence de moins de 10 %.
L'ANSM met en garde contre le risque teratogène du phénobarbital : les femmes enceintes sont exposées à un risque trois fois plus grand de malformations du fœtus. Par ailleurs des cas de troubles neurodéveloppementaux sont rapportés.
La surdose de ce produit présente cependant un risque élevé de décès, en particulier en cas de consommation simultanée d'alcool ou d'autres sédatifs (voire de narcotiques).

## Historique et développement

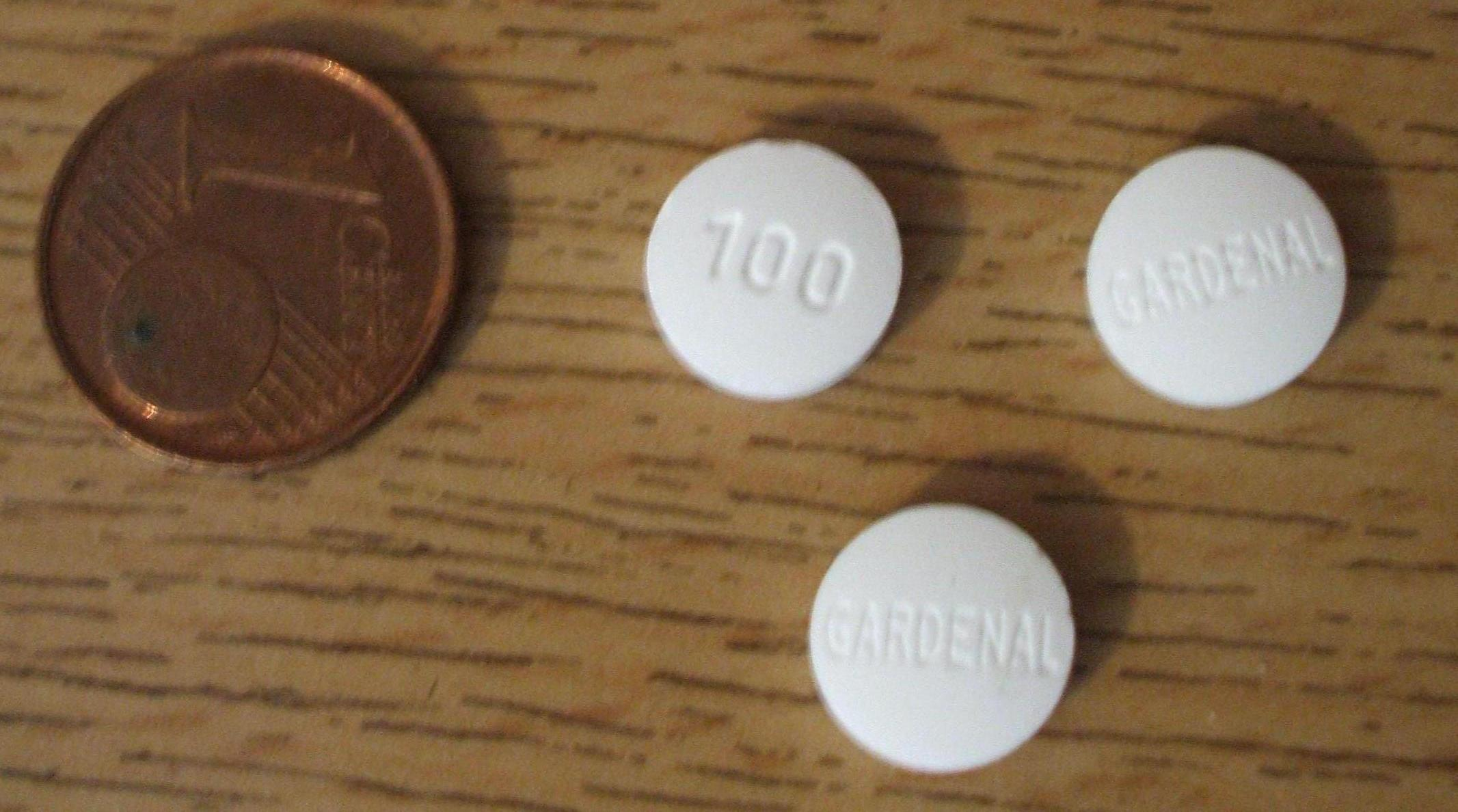
Comprimés de Gardénal.

Le premier barbiturique commercialisé fut le barbital, ou acide diéthylbarbiturique (nom commercial: Véronal, tiré du fait qu'il a été inventé en 1903 par Hermann Emil Fischer, chimiste allemand travaillant à Vérone). De nombreux dérivés furent par la suite développés, avec des propriétés plus ou moins spécifiques (solution aqueuse d'action rapide pour le thiopental sodique, capsules hypnotiques puissantes pour le pentobarbital, action longue et progressive pour le phénobarbital) mais un mécanisme d'action toujours similaire.

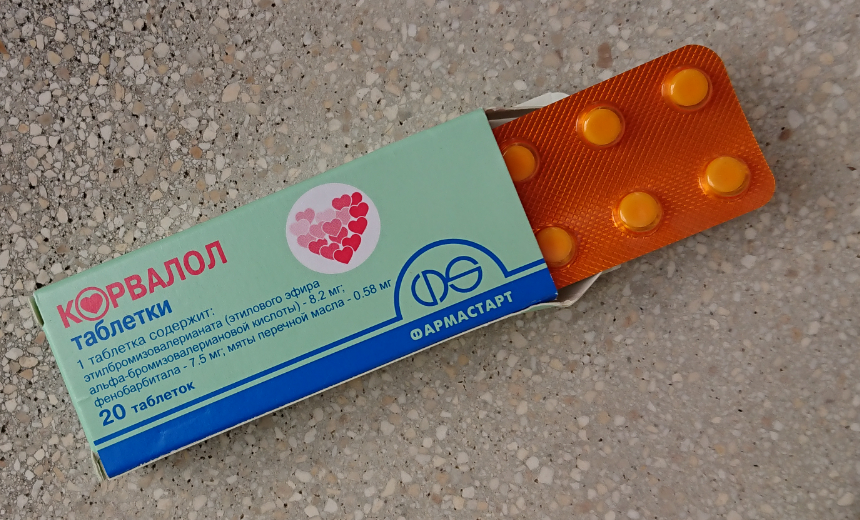
Boite de phénobarbital russe.

Lorsque l’on dut trouver un nom pour le phénobarbital (inventé en 1911, dérivé du Véronal), la technique du laboratoire Rhône-Poulenc pour faciliter son introduction et sa mémorisation tant par les médecins que par le public fut de « garder nal de Véronal ». Le nom commercial Gardénal fut donc inventé et est toujours d'actualité.
Le médicament a notamment été utilisé par le programme d'eugénisme du Troisième Reich entre 1941 et 1945 dans le but d’entraîner des overdoses sur des patients dans l’hôpital psychiatrique de Eglfing-Haar.
Alors que cette classe de médicaments fut largement détourné pour un usage récréatif jusqu'aux années 1970, le phénobarbital l'était dans une moindre mesure, à cause de son absorption lente et progressive et son action longue. Les produits apparentés à action plus rapide tels que le pentobarbital, amobarbital ou sécobarbital étaient souvent préférés par les toxicomanes et furent impliqués dans des centaines de milliers de cas de dépendance ou de surdose.

## Suicide de personnalités célèbres
- Le 23 février 1924, Max Linder s'empoisonne au Gardénal mais est réanimé à temps.
- Le 19 juillet 1935, Marthe Hanau, surnommée « la banquière des années folles », fut retrouvée morte à l'infirmerie de la Prison de Fresnes, d'un « coma toxique » dû à l'absorption d'un tube de Véronal.
- Stefan Zweig, moralement brisé par la Seconde Guerre mondiale, se suicide le 22 février 1942 en s'empoisonnant au Véronal.
- Pierre Drieu la Rochelle s'est suicidé en ingérant du Gardénal, le 15 mars 1945.
- le 1er juillet 1996, Margaux Hemingway fut trouvée morte, à la suite d'une surdose de phénobarbital.

## Littérature, filmographies, chansons et culture populaire

### Littérature québécoise
Dans son roman Le Matou écrit en 1980, Yves Beauchemin fait découvrir à son héros Florent Boissonneault la cause de son incapacité à travailler dans son restaurant La Binerie, un empoisonnement régulier de sa nourriture par cachet blanc appartenant à son mesquin associé anglais Slipskin. Informé de manière laconique par son pharmacien, il consulte l'Encyclopédie médicale à la bibliothèque nationale de Montréal et décrit in fine le puissant calmant et dépressif "phénobarbital", médicament utilisé, affirme-t-il, par les médecins psychiatres soviétiques pour contrôler les opposants politiques et "ramener les têtes dures au pas". Il semble pourtant que Florent, lecteur pressé, le confonde également avec le largactil, un puissant neuroleptique qui engourdit les agités et permettaient de soigner les opposants au régime communiste, souffrant officiellement de schizophrénie torpide.

### Chansons
Serge Gainsbourg fait référence au Gardénal dans les chansons Ce mortel ennui (1958) et En relisant ta lettre (1961), Serge Lama dans Les petites femmes de Pigalle (1973), Alain Kan dans Speed My Speed en (1976), Alain Bashung dans L'amour c'est pas confortable (1977), Alain Souchon dans J'ai perdu tout ce que j'aimais (1977), Hubert-Félix Thiéfaine dans Vendome Gardenal Snack (1980), Daniel Balavoine dans Le blues est blanc (1985), Patricia Kaas dans Mademoiselle chante le blues, Benjamin Biolay dans Jaloux de tout (2009), Oldelaf dans Le monde est beau (2011), Pierre Lapointe dans Zopiclone (2017), Femtogo dans Tuer la bête.

### Films
- Dans le film Terminator 3 de Jonathan Mostow (2003), John Connor (Nick Stahl) avale un tube de Phénobarbital qu'il vole dans la pharmacie de la clinique vétérinaire où travaille Kate Brewster (Claire Danes), la future femme du chef de la rébellion et commandante en second de celle-ci.
- Dans le film Ascenseur pour l'échafaud, Véronique (Yori Bertin) et Louis (Georges Poujouly) tentent de se suicider avec du Gardénal.
- Femtogo, dans le titre Tuer la Bête (2023) produit par Vilhelm, fait référence au Phénobarbital comme poison pour tuer le dragon représenté sur la pochette de l'album, obstacle à son objectif[28].